# Sören Sommelius

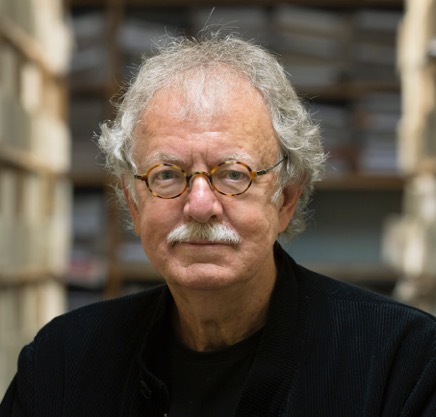
Sören Sommelius.

Sören Sommelius (nacido en 1941) escritor y periodista sueco. Es editor de la sección de cultura del periódico Helsingborgs Dagblad. Es autor de libros basados en la India (Indiens kämpande Kerala) - y la antigua Yugoslavia: Sista Resan till Jugoslavien (1992) , Kosova utan stjärna (1993), Mediernas krig i forna Jugoslavien (1993), Mot kriget o Liten guide till stort krig (con Jan Öberg).
Sommelius es miembro del equipo TFF Conflict-Mitigation desde 1992 y ha estudiado en particular el papel de los medios en la ex Yugoslavia y lo que se transmitía de la guerra en Occidente.
- Datos: Q7666433
- Multimedia: Sören Sommelius / Q7666433